# اینترمیدیت کپیتال
اینترمیدیت کپیتال (انگلیسی: Intermediate Capital) شرکت سرمایه‌گذاری بریتانیایی است، که در سال ۱۹۸۹ تأسیس شد.